# Strandvägen 7

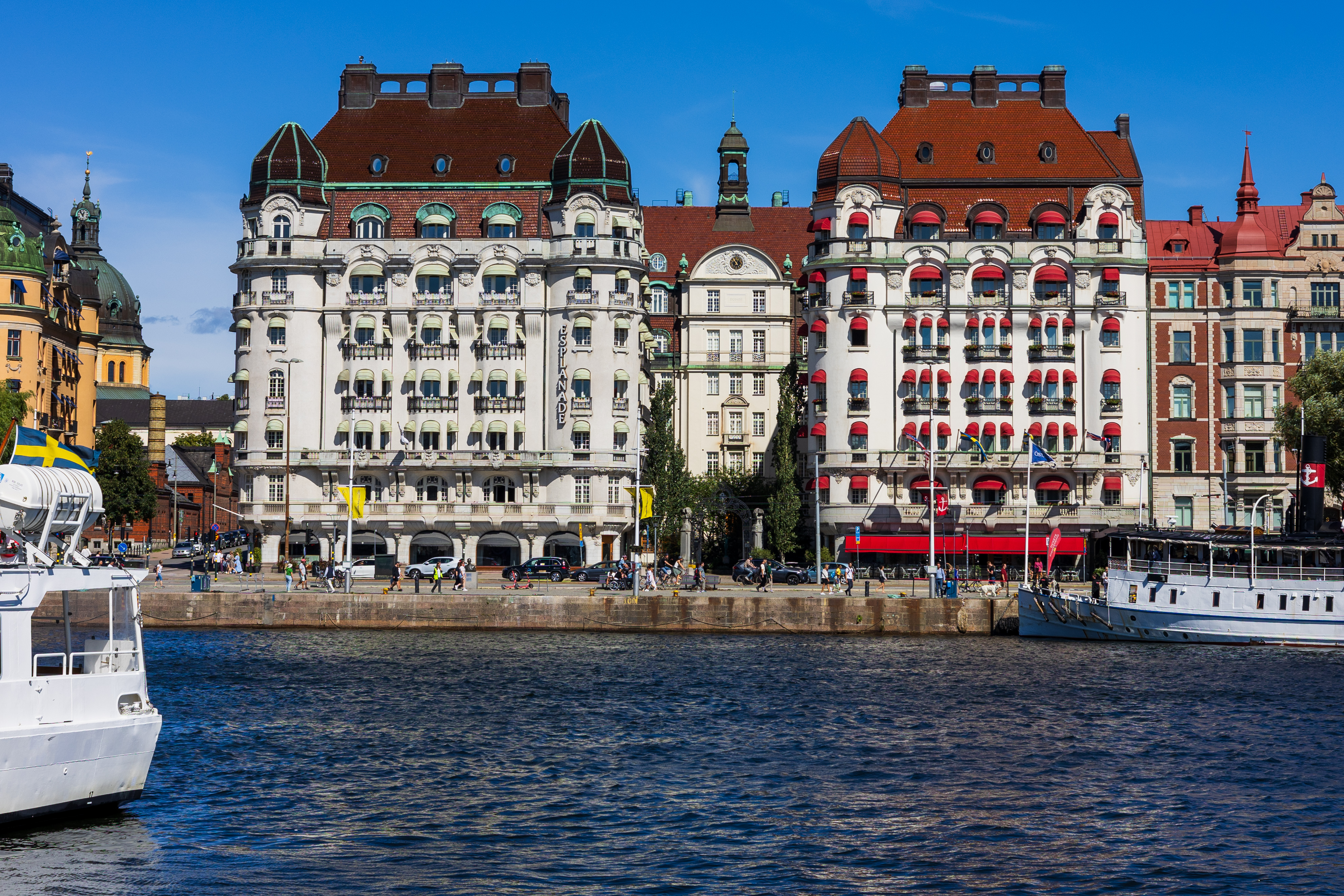
Strandvägen 7A (t.v.) och 7C, augusti 2024.

Strandvägen 7 är ett påkostad bostads- och affärshus i jugendstil beläget i kvarteret Klippan på Strandvägen 7A, B, C i Stockholm, uppfört åren 1907–1911 efter ritningar av arkitektfirman Hagström & Ekman. Byggherrar var Per S. Bocander och J. Eriksson.

## Beskrivning

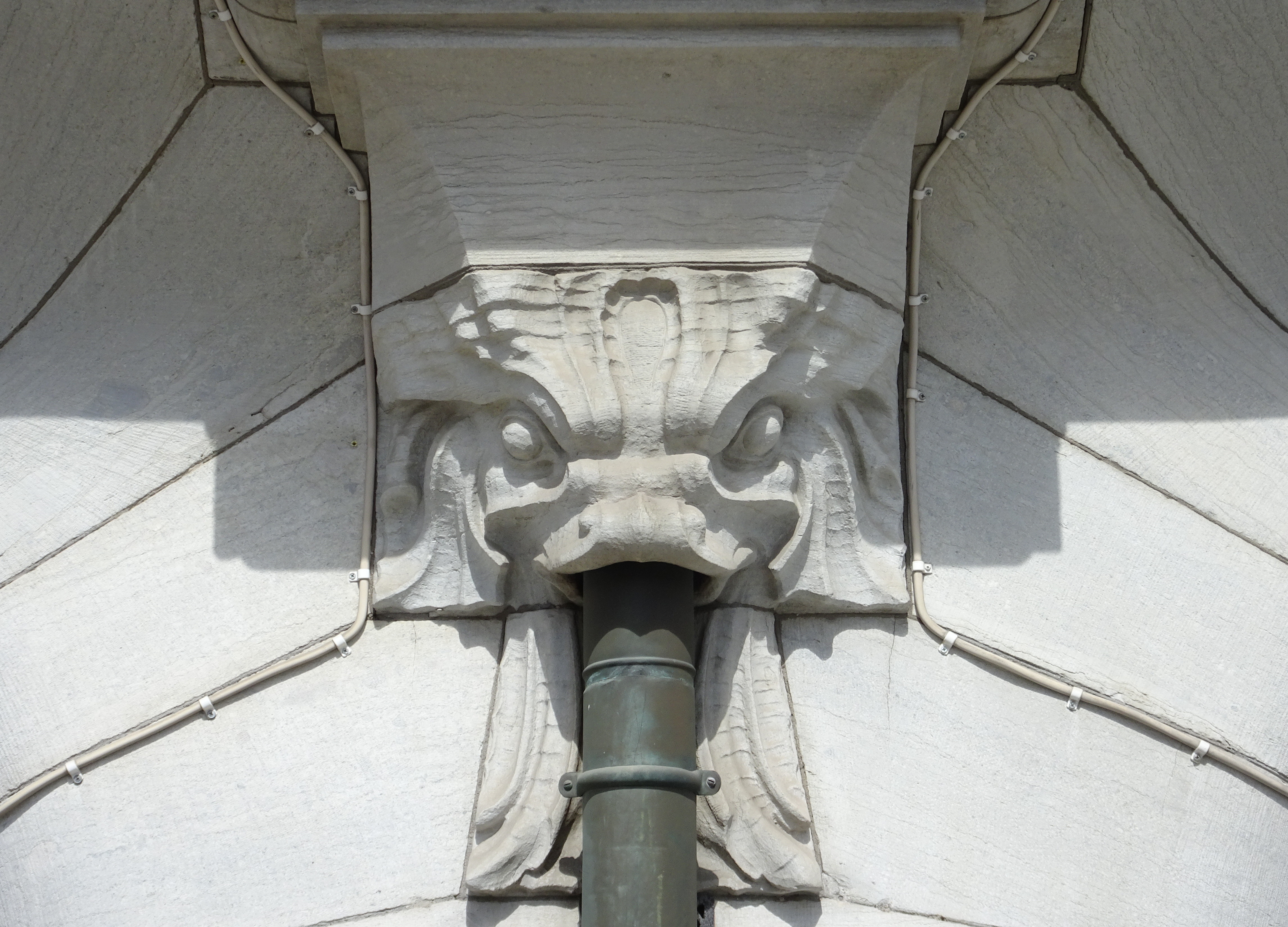
Delfinhuvud med stuprör.

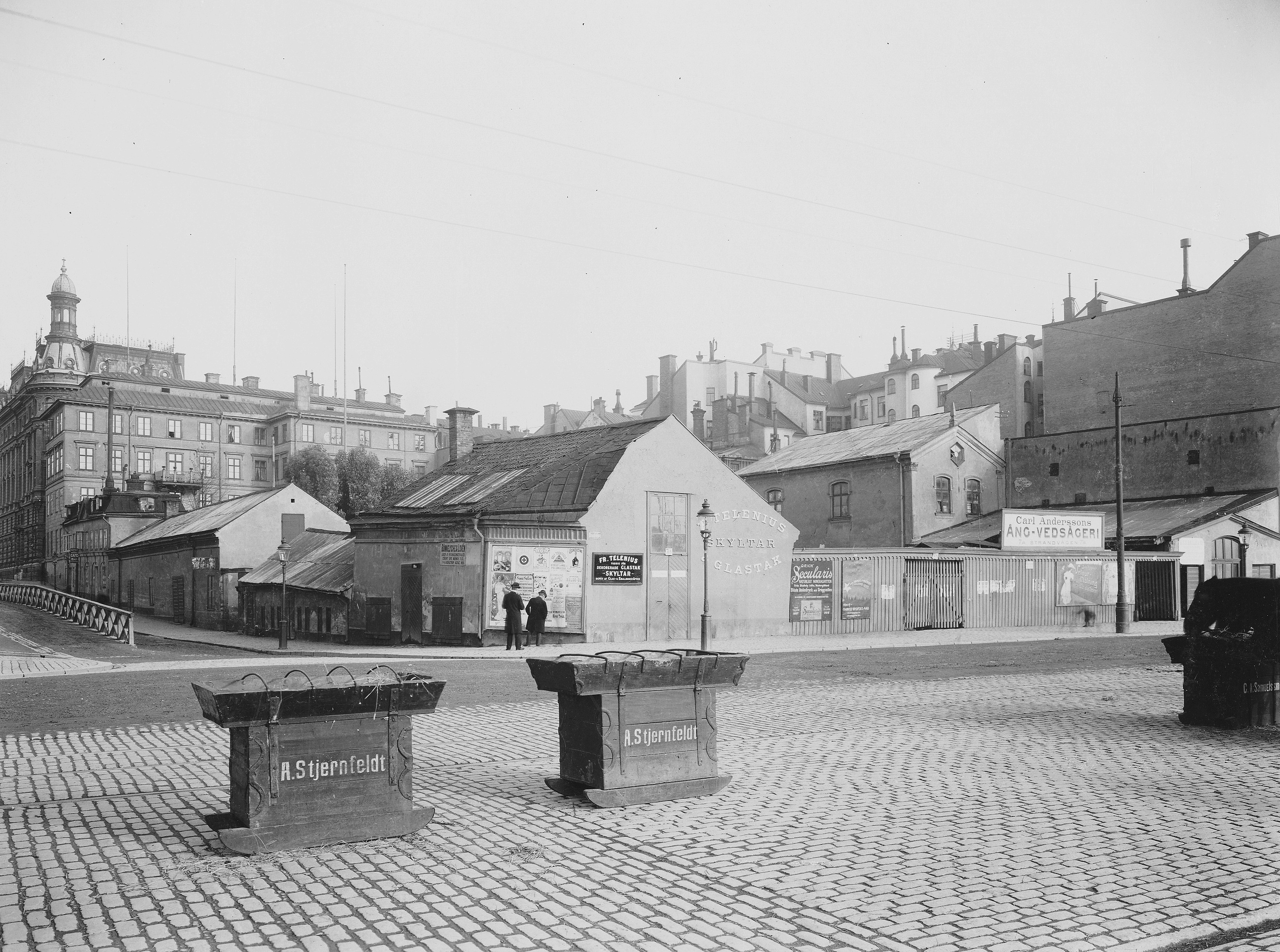
Bebyggelsen i hörnet Artillerigatan, Strandvägen 7A i förgrunden, 1906.

På platsen fanns en enkel kåkstad som revs mellan 1897 och 1907. Byggnadskomplexet bestående av tre huskroppar, vilka hade olika byggmästare, utmärker sig genom att de två yttre husen 7 A och 7 C framträder som två monumentala flyglar till en nästan osynlig huvudbyggnad. De båda gör ett synnerligen kraftfullt intryck med sina rundade kupolkrönta hörnpartier, vilka kopplas samman av långa stenbalustrader, som spänner över de nedre våningsplanen. 
Fasaden är av grågul spritputs med dekor av bland annat äppelgrenar i ljusgrå kalksten. Skyltfönstren är välvda och ligger djupt indragna i fasaden. Stuprören inbyggdes i fasaden ner till bottenvåningen där de sticker fram ur gapet av skulpterade delfinhuvuden. Byggnaden har tre hörntorn, ett på varje sida av huskropparna A och B och ytterligare ett på hörnet mot förgården på byggnaden vid C. Tornen pryds med flera balkonger och avslutas av huvar täckta med glaserat rött taktegel och kopparlister. Det finns rikligt med burspråk på båda husen och samtliga dessa pryds med balkonger. Vid gårdens ingång finns en stor grind i smide och där inne står statyn Eko av Gusten Lindberg.
Mellan 1910 och 1923 låg det exklusiva Konditori Landelius i husets bottenvåning. I fastigheten återfinns idag Hotel Diplomat på 7 C och Hotel Esplanade på 7 A  Samt ett exklusivt kontorshotell. Bröderna Ivar Kreuger och Torsten Kreuger samt fotografen Henry B. Goodwin tillhör de mer framträdande personer, som varit bosatta i fastigheten.
Fastigheten är blåmärkt av Stadsmuseet i Stockholm vilket innebär "att bebyggelsen bedöms ha synnerligen höga kulturhistoriska värden".

### Bilder

Exteriör
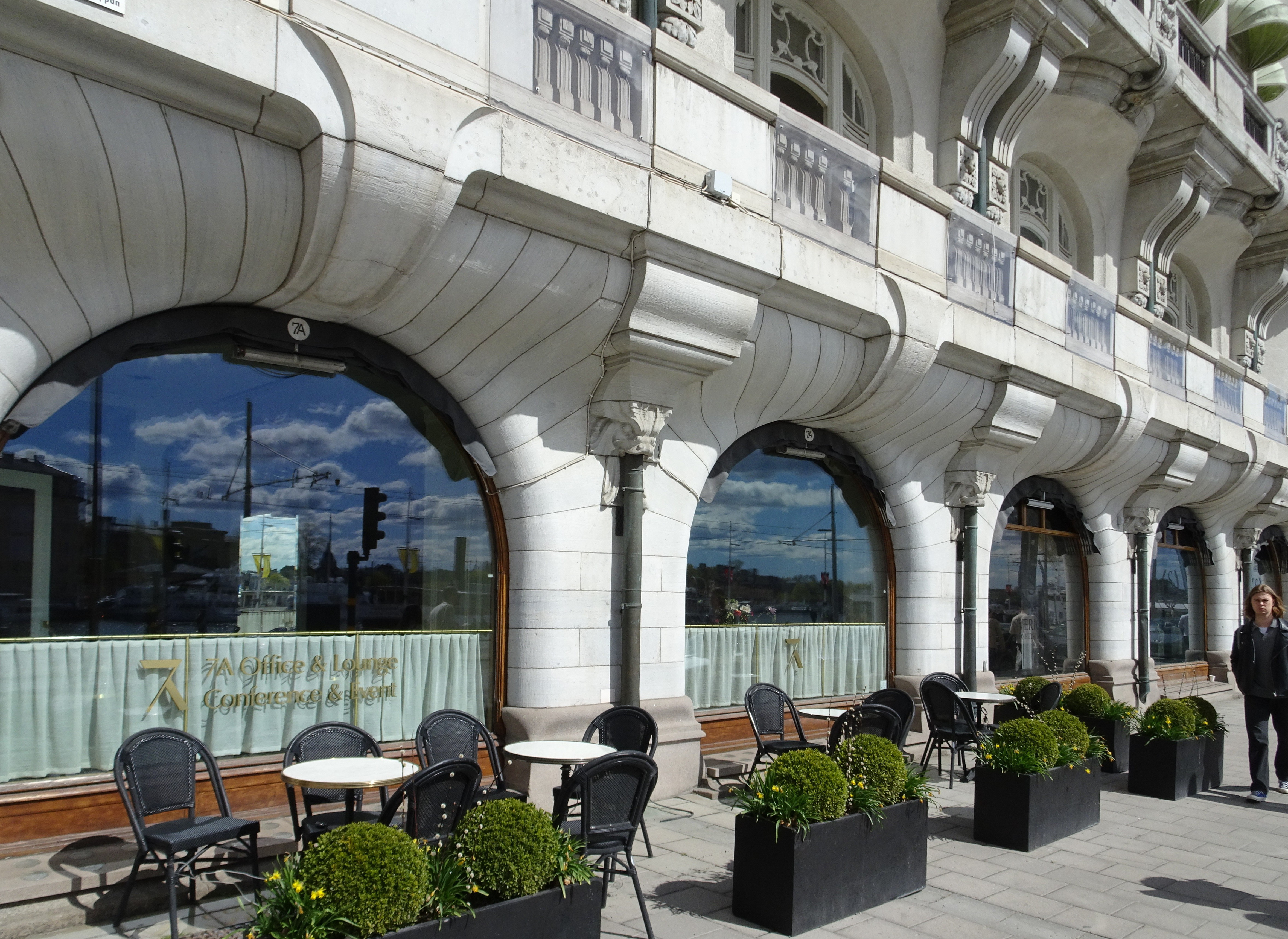
Strandvägen 7A, fasaddetalj.
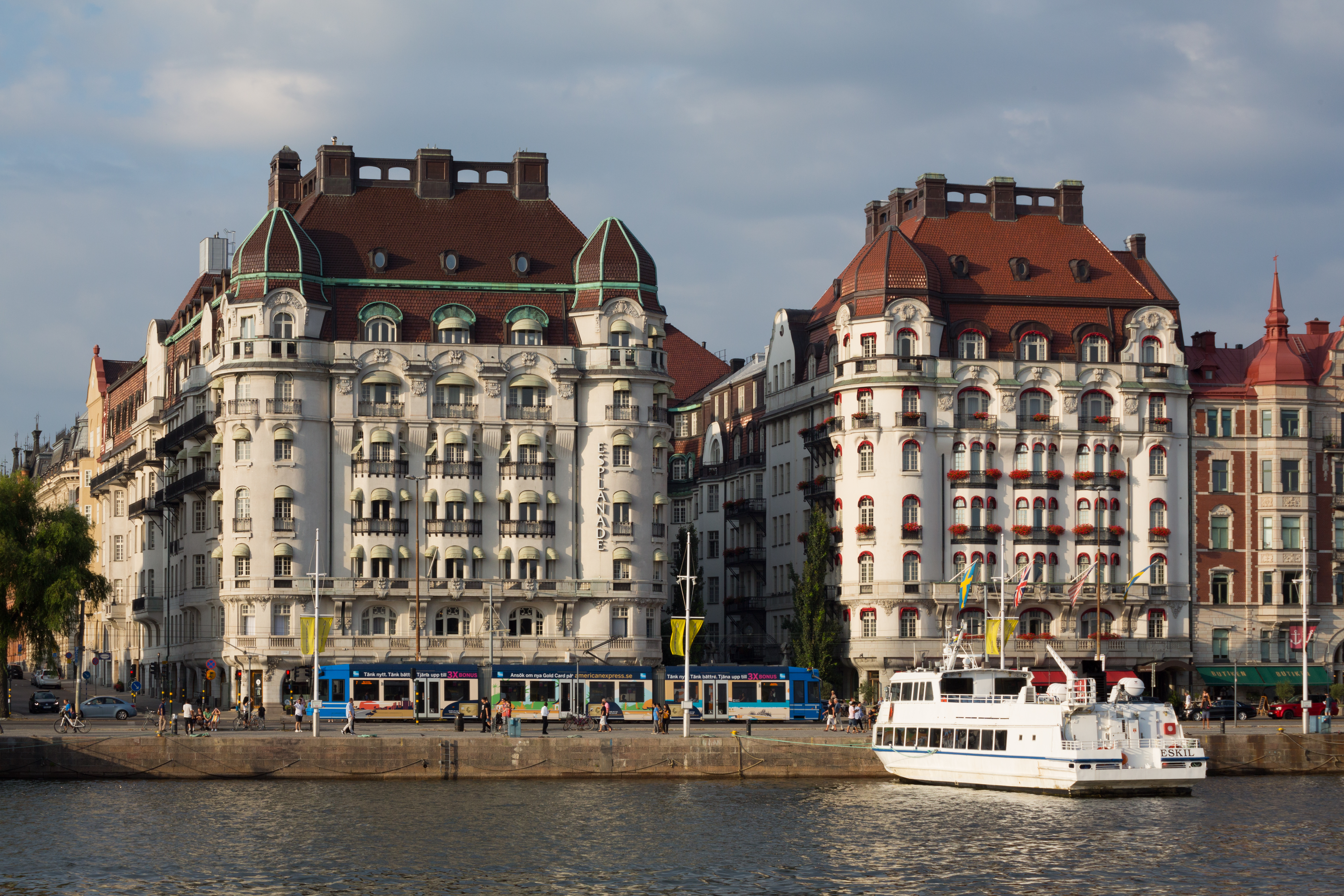
Strandvägen 7A och C, vy från Blasieholmen.
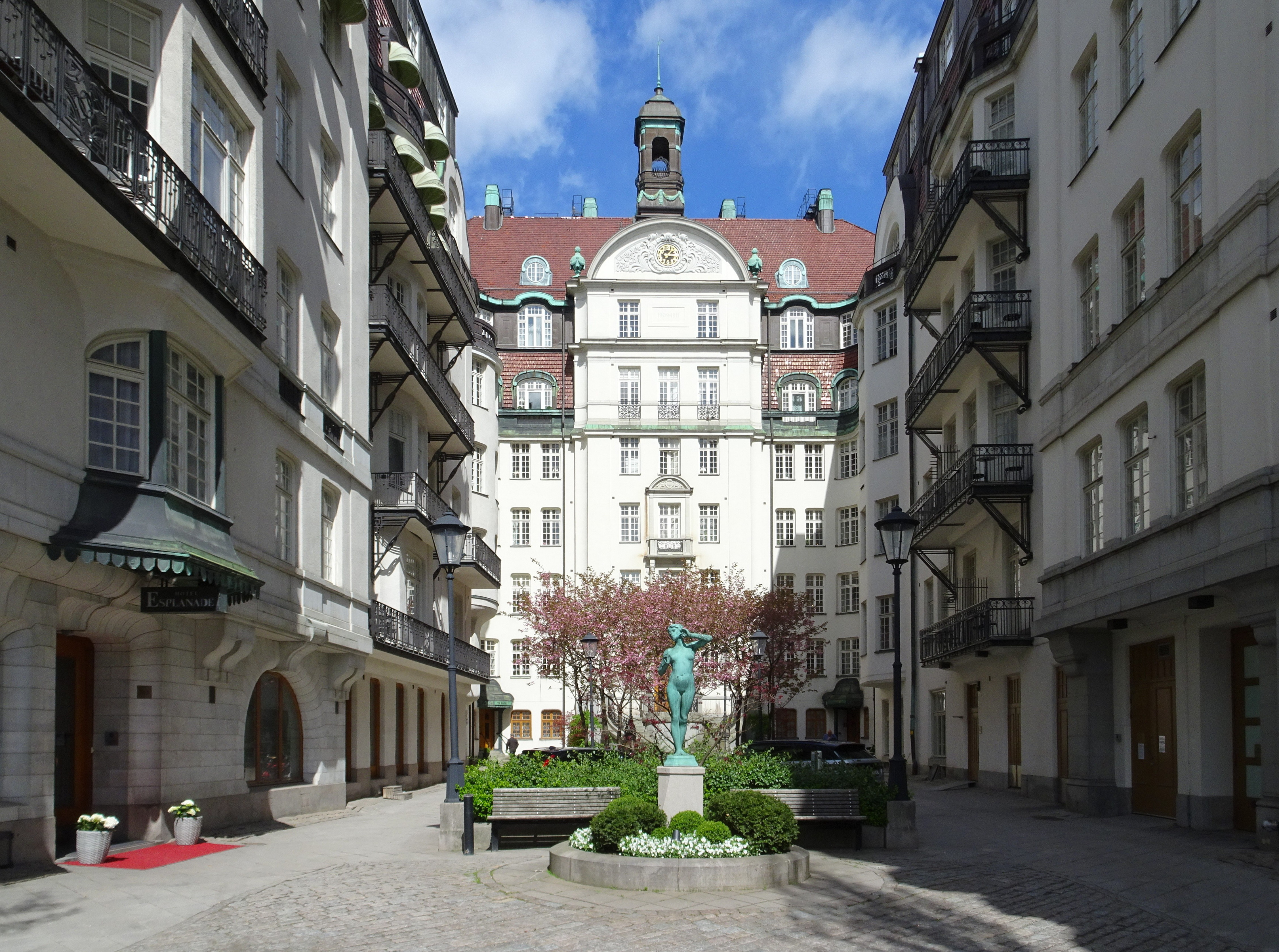
Innergården med statyn Eko av Gusten Lindberg. Strandvägen 7B rakt fram.
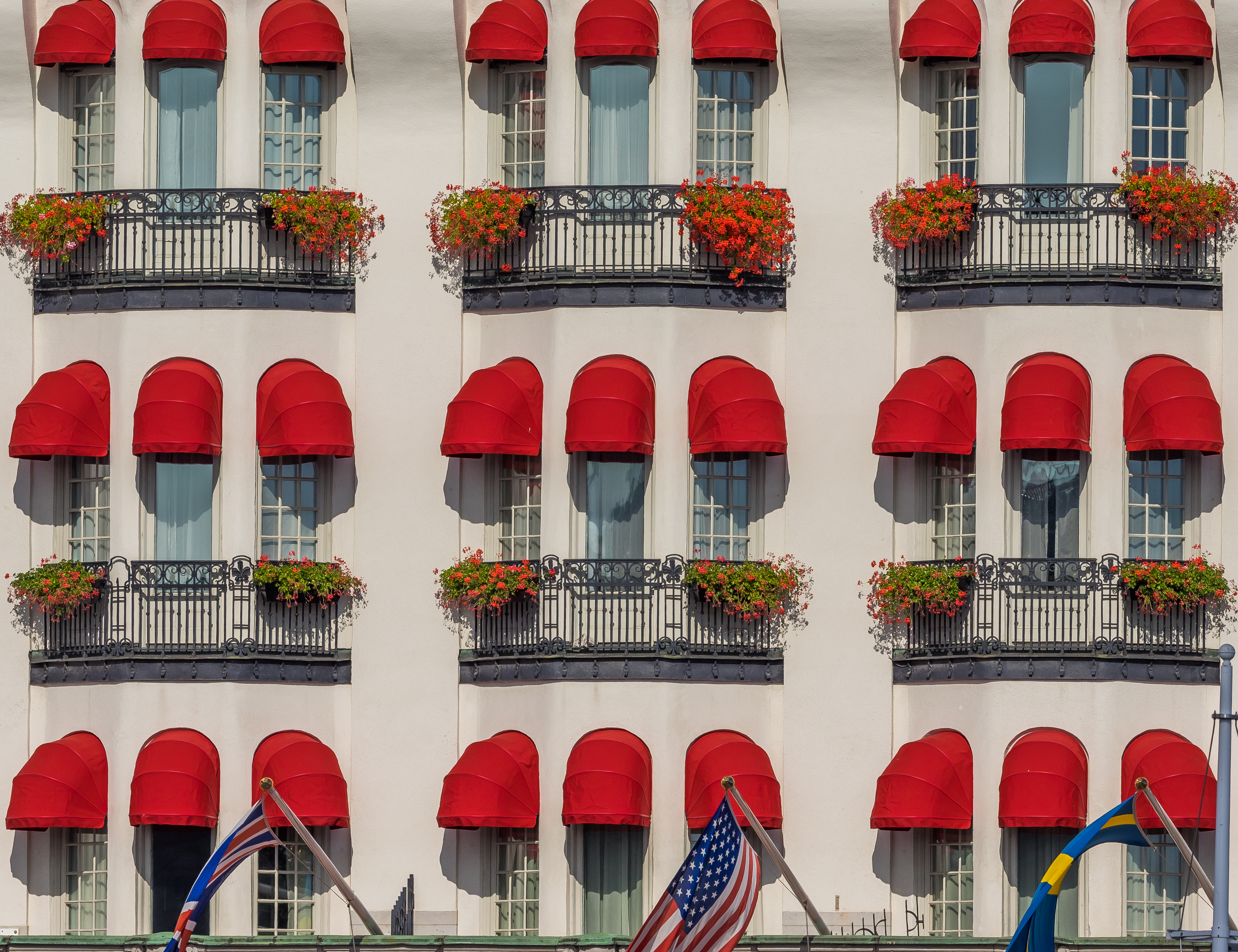
Strandvägen 7C, fasaddetalj.

Interiör
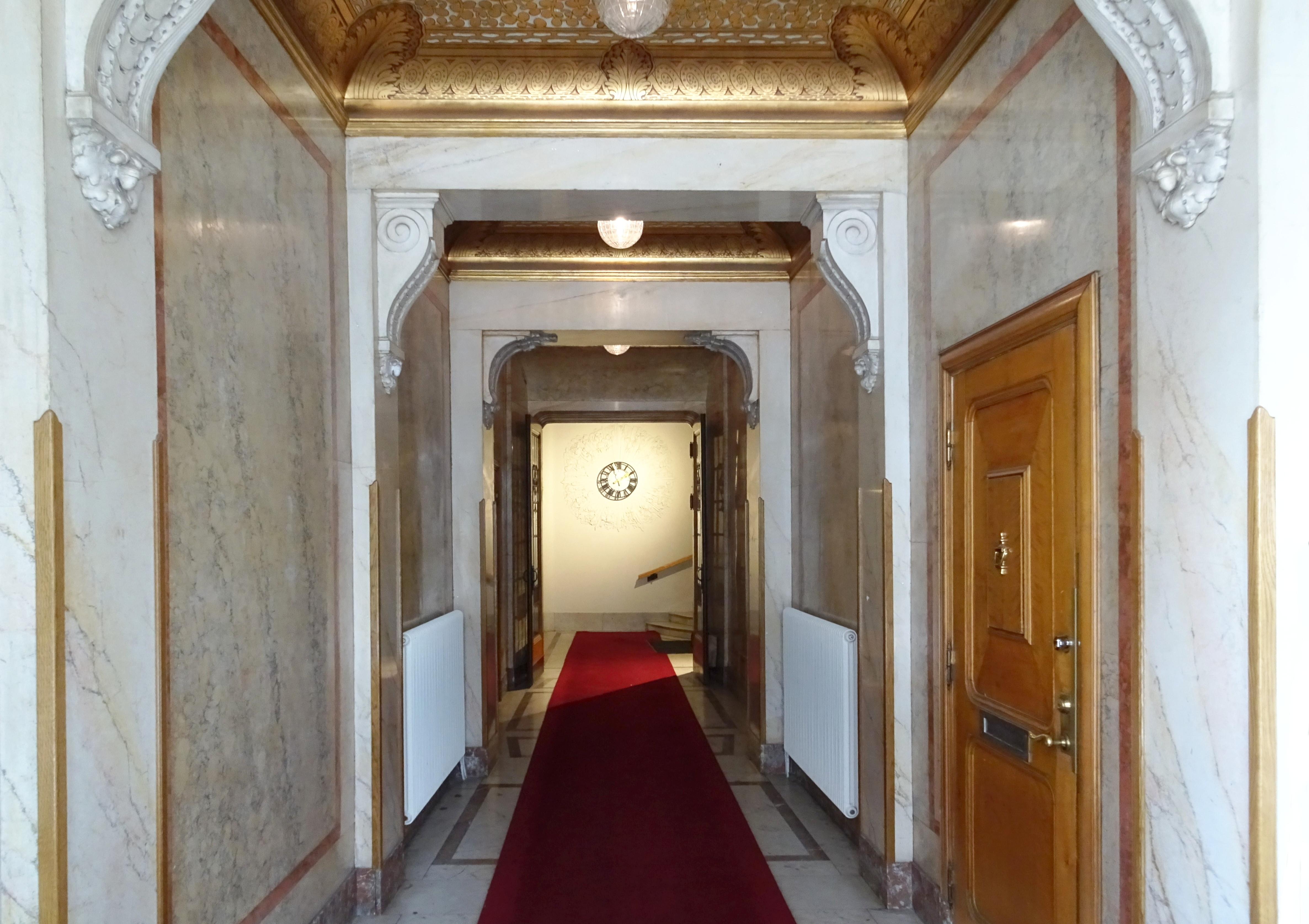
Entréhall nr 7A/1.
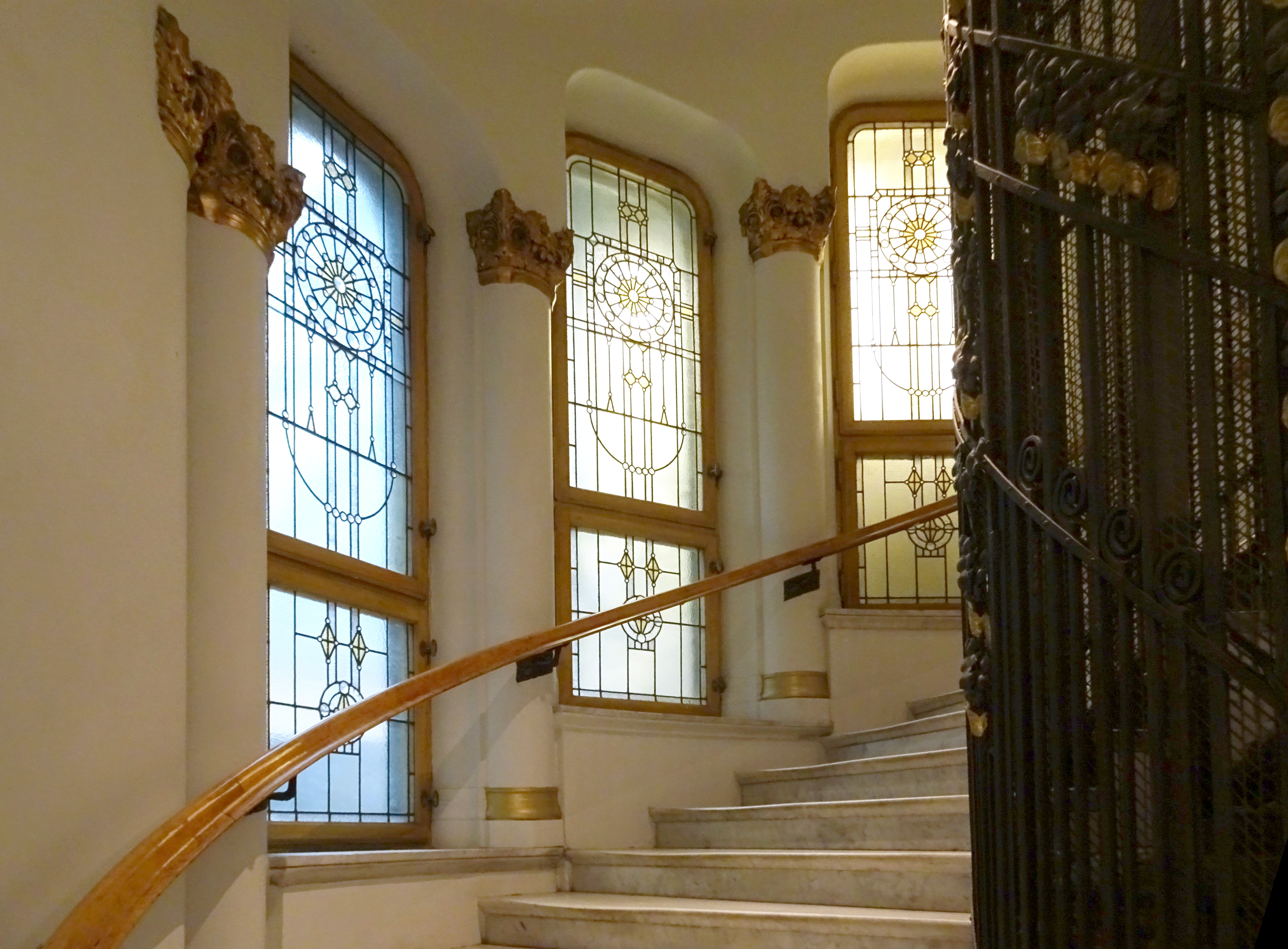
Trapphus nr 7A/1.
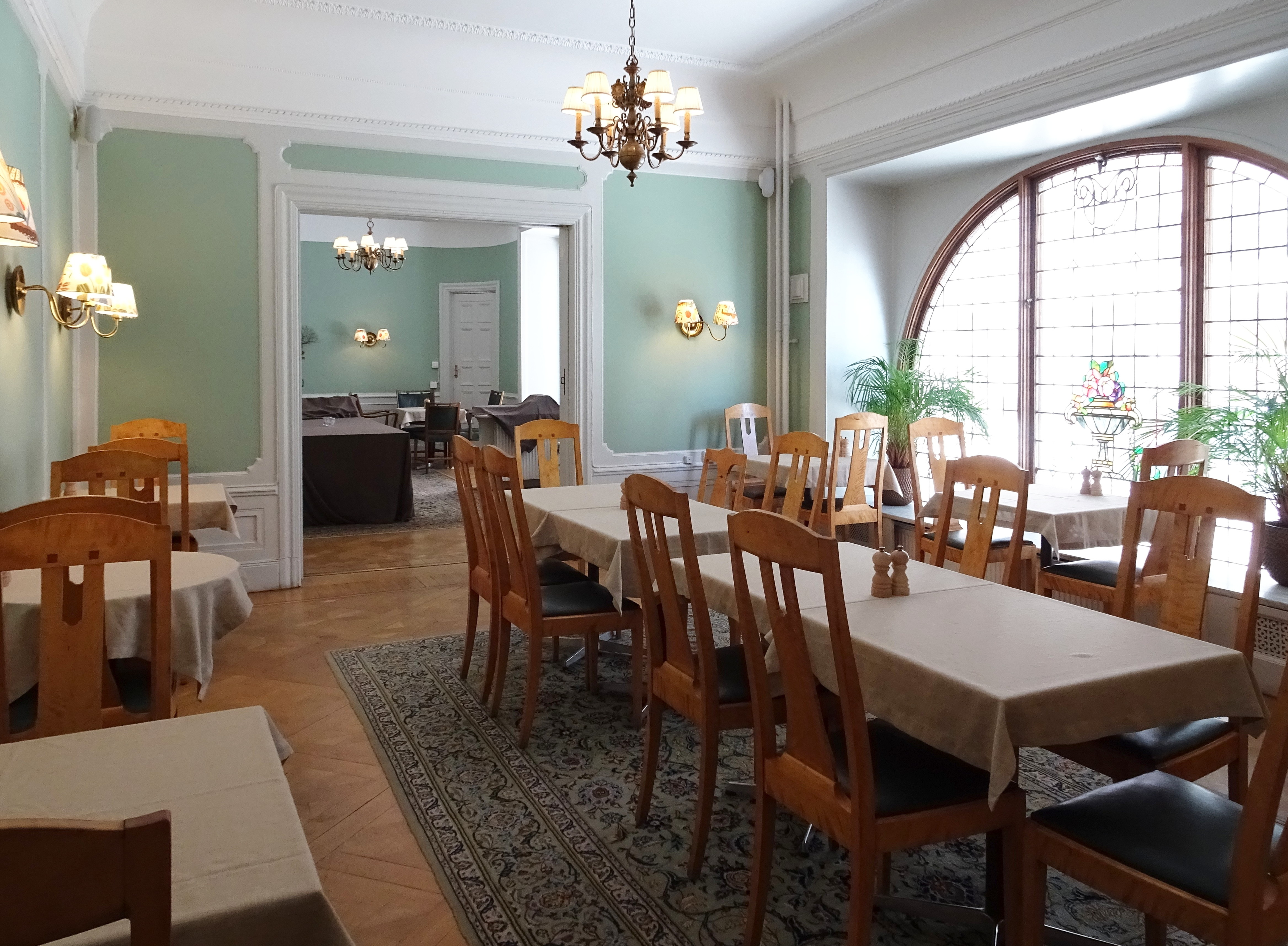
Hotel Esplanade, jugendinteriör.
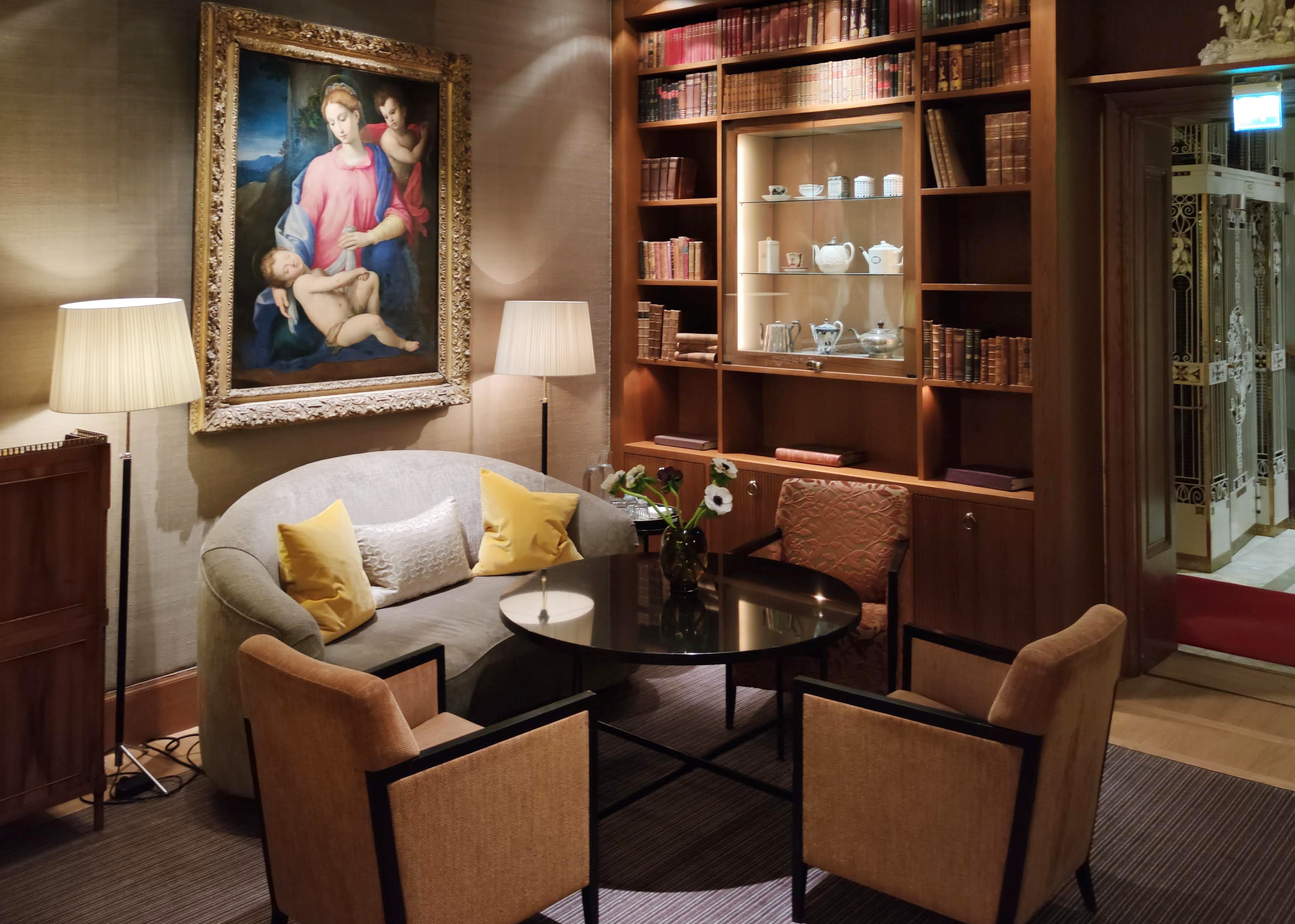
Hotell Diplomat, salong.

### Noter

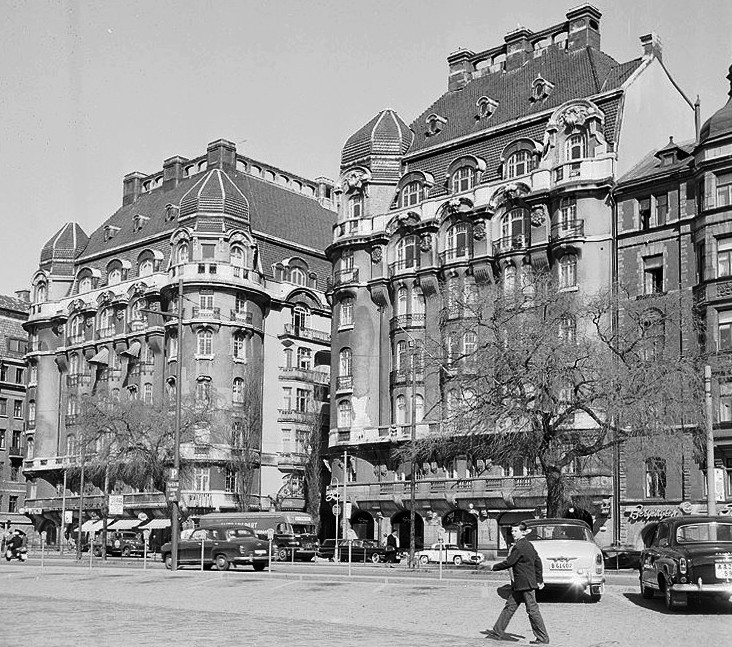
Strandvägen 7A och C, tidigt 1960-tal.